# Don Pío
|  | Per a altres significats, vegeu «Don Pío (personatge de còmic)». |

Manuel Melià Fuster, conegut artísticament com a Don Pío (n. València, 1951 - † ibídem, 25 de juny del 1994), va ser un humorista valencià.
Es va fer popular al començament dels anys huitanta amb les seues actuacions en diverses sales de festes del País Valencià. Posteriorment va enregistrar nombrosos cassets amb els seus acudits. Va crear diferents personatges per a les seues actuacions, com el Ramonet i el Motoret, i va popularitzar frases com "ie, el de l'oli ja està ací!".
Amb l'inici de les emissions de Televisió Valenciana, vestit sempre amb brusa negra, faixa i ulleres grosses, Don Pío va participar en nombrosos programes de Canal Nou, entre els quals destaca Rialto Bar, on va arribar a tindre un espai fix setmanal. En la dècada dels noranta va formar part del grup d'humoristes del programa de TVE1 No te rías, que es peor. També va col·laborar durant algunes temporades amb l'emissió local de Radio Color, hui Onda Cero, on va fer de comentarista per a les retransmissions de partits en els quals jugava el València CF. La seua afició per este equip era notòria i entre els seus amics hi havia jugadors com Mario Alberto Kempes i d'altres.
Va morir el 1994 per una afecció cardíaca quan era en un bar de València. Era casat i tenia dos fills.